# Steve Birnbaum
Steve Birnbaum, né le 23 janvier 1991 à Newport en Californie, est un joueur international américain de soccer. Il joue au poste de défenseur central.

## Biographie

### En club
Le 14 janvier 2014, Steve Birnbaum est repêché en deuxième position par D.C. United lors de la MLS SuperDraft 2014.